# Breedbekken en hapvogels
Breedbekken en hapvogels (Eurylaimidae) zijn een familie van vogels uit de orde zangvogels. 

## Kenmerken
Het verenkleed van de mannetjes is meestal groen, rood of roze, terwijl vrouwtjes valer en groter dan de mannetjes zijn. Deze plompe vogels hebben een grote kop, waaraan zich een brede, platte snavel met kromme punt bevindt. Ze hebben een korte staart. De lichaamslengte bedraagt 13 tot 28 cm.

## Leefwijze
De bouw van hun snavel is ideaal om op insecten te jagen. Ze zijn in staat om deze te vangen in de lucht, tijdens het vliegen. Een klein aantal soorten voedt zich ook wel met kleine vissen en schaaldieren. De smaragdbreedbekken (Calyptomena) voeden zich ook wel met vruchten.

## Voortplanting
De nesten zijn peervormig met een ingang in de onderste helft en gevlochten van wortels, bladen en twijgen, vaak versierd met spinrag en korstmossen. Deze nesten hangen meestal op onbereikbare plaatsen. Een legsel bevat 1 tot 8 eieren.

## Verspreiding en leefgebied
Deze vogels zijn vooral in laagland- en bergbossen, struwelen en in de buurt van mangroves terug te vinden. Ze leven verspreid over de tropische gebieden van West-Afrika tot de op de Filipijnen. 

## Taxonomie
De familie Eurylaimidae behoort niet tot de eigenlijke zangvogels maar tot de schreeuwvogels of Suboscines. Vroeger behoorden veel meer geslachten tot deze familie; nu telt de familie nog zeven geslachten en tien soorten:
- Geslacht Corydon (1 soort:  Sumatraanse hapvogel)
- Geslacht Cymbirhynchus  (1 soort: zwart-rode hapvogel)
- Geslacht Eurylaimus (2 soorten hapvogels)
- Geslacht Psarisomus (1 soort: papegaaibreedbek)
- Geslacht Pseudocalyptomena (1 soort: Grauers breedbek)
- Geslacht Sarcophanops (2 soorten hapvogels)
- Geslacht Serilophus (2 soorten wenkbrauwbreedbekken)

Eerst werden de Pitta's afgesplitst tot een aparte familie (Pittidae), vervolgens zijn in de IOC World Bird List (versie 9.2) de geslachten Philepitta en Neodrepanis ondergebracht in de familie Philepittidae, en het geslacht Sapayoa naar de familie Sapayoidae overgebracht, en de geslachten Calyptomena (Aziatische breedbekken) en Smithornis (Afrikaanse breedbekken) naar de aparte familie Calyptomenidae.

### Cladogram
De familie behoort tot de clade Eurylaimides. Op grond van DNA-onderzoek gepubliceerd in 2016 zou de stamboom er als volgt uitzien.
|  | Philepittidae (Asities)                 |
|  |                                         |
|  | Eurylaimidae (Breedbekken en hapvogels) |
|  |                                         |

| Calyptomenidae | \| \| Smithornis (Afrikaanse breedbekken) \| \| \| \| \| \| Calyptomena (Aziatische groene breedbekken) \| \| \| \| |
|                | \| \| Smithornis (Afrikaanse breedbekken) \| \| \| \| \| \| Calyptomena (Aziatische groene breedbekken) \| \| \| \| |
|                | Pittidae (Pitta's)                                                                                                  |
|                | |
|                | Smithornis (Afrikaanse breedbekken)                                                                                 |
|                | |
|                | Calyptomena (Aziatische groene breedbekken)                                                                         |
|                | |

|  | Smithornis (Afrikaanse breedbekken)         |
|  |                                             |
|  | Calyptomena (Aziatische groene breedbekken) |
|  |                                             |

|  | Philepittidae (Asities)                 |
|  |                                         |
|  | Eurylaimidae (Breedbekken en hapvogels) |
|  |                                         |

| Calyptomenidae | \| \| Smithornis (Afrikaanse breedbekken) \| \| \| \| \| \| Calyptomena (Aziatische groene breedbekken) \| \| \| \| |
|                | \| \| Smithornis (Afrikaanse breedbekken) \| \| \| \| \| \| Calyptomena (Aziatische groene breedbekken) \| \| \| \| |
|                | Pittidae (Pitta's)                                                                                                  |
|                | |
|                | Smithornis (Afrikaanse breedbekken)                                                                                 |
|                | |
|                | Calyptomena (Aziatische groene breedbekken)                                                                         |
|                | |

|  | Smithornis (Afrikaanse breedbekken)         |
|  |                                             |
|  | Calyptomena (Aziatische groene breedbekken) |
|  |                                             |

|  | Philepittidae (Asities)                 |
|  |                                         |
|  | Eurylaimidae (Breedbekken en hapvogels) |
|  |                                         |

| Calyptomenidae | \| \| Smithornis (Afrikaanse breedbekken) \| \| \| \| \| \| Calyptomena (Aziatische groene breedbekken) \| \| \| \| |
|                | \| \| Smithornis (Afrikaanse breedbekken) \| \| \| \| \| \| Calyptomena (Aziatische groene breedbekken) \| \| \| \| |
|                | Pittidae (Pitta's)                                                                                                  |
|                | |
|                | Smithornis (Afrikaanse breedbekken)                                                                                 |
|                | |
|                | Calyptomena (Aziatische groene breedbekken)                                                                         |
|                | |

|  | Smithornis (Afrikaanse breedbekken)         |
|  |                                             |
|  | Calyptomena (Aziatische groene breedbekken) |
|  |                                             |

|  | Philepittidae (Asities)                 |
|  |                                         |
|  | Eurylaimidae (Breedbekken en hapvogels) |
|  |                                         |

| Calyptomenidae | \| \| Smithornis (Afrikaanse breedbekken) \| \| \| \| \| \| Calyptomena (Aziatische groene breedbekken) \| \| \| \| |
|                | \| \| Smithornis (Afrikaanse breedbekken) \| \| \| \| \| \| Calyptomena (Aziatische groene breedbekken) \| \| \| \| |
|                | Pittidae (Pitta's)                                                                                                  |
|                | |
|                | Smithornis (Afrikaanse breedbekken)                                                                                 |
|                | |
|                | Calyptomena (Aziatische groene breedbekken)                                                                         |
|                | |

|  | Smithornis (Afrikaanse breedbekken)         |
|  |                                             |
|  | Calyptomena (Aziatische groene breedbekken) |
|  |                                             |

Acanthisittidae (Rotswinterkoningen) · Acanthizidae (Australische zangers) · Acrocephalidae (Rietzangers) · Aegithalidae (Staartmezen) · Aegithinidae (Iora's) · Alaudidae (Leeuweriken) · Alcippeidae (Alcippes) · Artamidae (Spitsvogels) ·  Atrichornithidae (Doornkruipers) · Bernieridae (Madagaskarzangers) · Bombycillidae (Pestvogels) · Buphagidae (Ossenpikkers) · Calcariidae (IJsgorzen) · Callaeidae (Nieuw-Zeelandse lelvogels) · Calyptomenidae (Afrikaanse breedbekken) · Calyptophilidae (Tapuittangaren) · Campephagidae (Rupsvogels) · Cardinalidae (Kardinaalachtigen) · Certhiidae (Echte boomkruipers) · Cettiidae (Struikzangers) · Chaetopidae (Rotsspringers) · Chloropseidae (Bladvogels) · Cinclidae (Waterspreeuwen) · Cinclosomatidae (Kwartellijsters) · Cisticolidae (Graszangers) · Climacteridae (Australische kruipers) · Cnemophilidae (Satijnvogels) · Conopophagidae (Muggeneters) · Corcoracidae (Slijknestkraaien) · Corvidae (Kraaien) · Cotingidae (Cotinga's) · Dasyornithidae (Borstelvogels) · Dicaeidae (Bastaardhoningvogels) · Dicruridae (Drongo's) · Donacobiidae (Zwartkopdonacobius) · Dulidae (Palmtapuiten) · Elachuridae (Elachura) · Emberizidae (Gorzen) · Erythrocercidae (Elfmonarchen) · Estrildidae (Prachtvinken) · Eulacestomatidae (Leldikkop) · Eupetidae (Ralbabbelaars) · Eurylaimidae (Breedbekken en hapvogels) · Falcunculidae (Harlekijndikkoppen) · Formicariidae (Mierlijsters) · Fringillidae (Vinkachtigen) · Furnariidae (Ovenvogels) · Grallariidae (Mierpitta's) · Hirundinidae (Zwaluwen) · Hyliidae (Hylia's) · Hyliotidae (Hyliota's) · Hylocitreidae (Bessendikkop) · Hypocoliidae (Zijdestaarten) · Icteridae (Troepialen) · Icteriidae (Geelborstzanger) · Ifritidae (Ifrita) · Irenidae (Irena's) · Laniidae (Klauwieren) · Leiothrichidae (Babbelaars) · Locustellidae (Sprinkhaanzangers) · Machaerirhynchidae (Bootsnavels) · Macrosphenidae (Afrikaanse zangers) · Malaconotidae (Bosklauwieren) · Maluridae (Elfjes)    · Melampittidae (Paradijspitta's) · Melanocharitidae (Bessenpikkers) · Melanopareiidae (Maansluipers) · Meliphagidae (Honingeters) · Menuridae (Liervogels) · Mimidae (Spotlijsters) · Mitrospingidae (Mitrospingustangaren) · Modulatricidae (Vlekkeellijsters) · Mohoidae (O'o's) · Mohouidae (Mohoua's) · Monarchidae (Monarchen) · Motacillidae (Kwikstaarten en piepers) · Muscicapidae (Vliegenvangers) · Nectariniidae (Honingzuigers) · Neosittidae (Boomlopers) · Nesospingidae (Puertoricaanse tangare) ·  Nicatoridae (Nicators) · Notiomystidae (Hihi) · Onychorhynchidae (Kroontirannen) ·  Oreoicidae (Oreoica's) · Oriolidae (Wielewalen en vijgvogels) · Orthonychidae (Stronklopers) · Oxyruncidae (Scherpsnavel) ·  Pachycephalidae (Dikkoppen en fluiters) · Panuridae (Baardmannetje) · Paradisaeidae (Paradijsvogels) · Paradoxornithidae (Diksnavelmezen) · Paramythiidae (Prachtbessenpikkers) · Pardalotidae (Diamantvogels) · Paridae (Mezen) · Parulidae (Amerikaanse zangers) · Passerellidae (Amerikaanse gorzen) · Passeridae (Mussen) · Pellorneidae (Grondtimalia's) · Petroicidae (Australische vliegenvangers) · Peucedramidae (Oranjekopzanger) · Phaenicophilidae (Hispaniolatangaren) · Philepittidae (Asities) · Phylloscopidae (Boszangers) · Picathartidae (Kaalkopkraaien) · Pipridae (Manakins) · Pittidae (Pitta's) · Pityriasidae (Borstelkop) · Platylophidae (Maleise kuifgaai) · Platysteiridae (Lelvliegenvangers) · Ploceidae (Wevers en verwanten) · Pnoepygidae (Pnoepyga's) · Polioptilidae (Muggenvangers) · Pomatostomidae (Australaziatische babbelaars) · Promeropidae (Afrikaanse suikervogels) · Prunellidae (Heggenmussen) · Psophodidae (Zwiepfluiters) · Ptiliogonatidae (Zijdevliegenvangers) · Ptilonorhynchidae (Prieelvogels) · Pycnonotidae (Buulbuuls) · Regulidae (Goudhaantjes) · Remizidae (Buidelmezen) · Rhagologidae (Geschubde dikkop) · Rhinocryptidae (Tapaculo's) · Rhipiduridae (Waaierstaarten) · Rhodinocichlidae (Troepiaaltangare) · Salpornithidae (Gevlekte boomkruipers) · Sapayoidae (Breedbekmanakin) · Scotocercidae (Maquiszanger) · Sittidae (Boomklevers) · Spindalidae (Spindalissen) · Stenostiridae (Elfvliegenvangers) · Sturnidae (Spreeuwen) · Sylviidae (Grasmussen) · Teretistridae (Cubaanse zangers) · Thamnophilidae (Miervogels) · Thraupidae (Tangaren) · Tichodromidae (Rotskruiper) · Timaliidae (Timalia's) · Tityridae (Tityra's) · Troglodytidae (Winterkoningen) · Turdidae (Lijsters) · Tyrannidae (Tirannen) · Urocynchramidae (Przewalski's roodmus) · Vangidae (Vanga's) · Viduidae (Wida's) · Vireonidae (Vireo's) · Zeledoniidae (Zeledonia) · Zosteropidae (Brilvogels)